# درجة النقاوة
درجة النقاوة (ملاحظة 1) (أو العيار) هو اصطلاح يستخدم في مجال التعامل مع الفلزات النفيسة للإشارة إلى نسبة الفلز النقيّ الخالِص إلى العناصر الأُخرى في السبيكة. لدرجة النقاوة أهمية كبيرة في مجال صناعة الحلي وسك العملات النقدية.
يمكن التعبير عن درجة النقاوة أو العيار بأساليب مختلفة، من أشهرها استخدام النسبة المئوية؛ فعلى سبيل المثال كانت بعض أنواع النقود الفضية في السابق ذات درجة نقاوة 90% من الفضة و10 % من النحاس.
يعبر عن درجة نقاوة الذهب في سبائكه باستخدام مقياس القيراط. فالذهب الخالص 100 يكافئ 24 قيراط؛ بالتالي 18 قيراط = 18⁄24 = 75% من الذهب. أما الفضة فيستخدم للتعبير عن درجة النقاوة باستخدام النسبة الألفية، فسبيكة فضّة ذات نقاوة 94% يعبّر عنها أنّها ذات نقاوة 0.940 بالعادة.

## هوامش
- (ملاحظة 1) درجة النقاوة [3] أو النقاوة أو العيار [4]